# Воздушные пираты (Пол Стюарт)
«Воздушные пираты»/«Хроники Края» (англ.  The Edge Chronicles) — серия детских книг, написанная Полом Стюартом и проиллюстрированная Крисом Ридделом. Книги серии опубликованы английским издательством Random House.

## Книги серии
| №  | Оригинальное название        | Год изд. в Англии | Название в русском издании | Год изд. в России |
| 1  | Beyond the Deepwoods         | 1998              | За Тёмными лесами          | 2003              |
| 2  | Stormchaser                  | 1999              | Громобой                   | 2003              |
| 3  | Midnight over Sanctaphrax    | 2000              | Полночь над Санктафраксом  | 2003              |
| -  | Cloud Wolf                   | 2001              | Облачный Волк              | -                 |
| 4  | The Curse of the Gloamglozer | 2001              | Древний странник           | 2004              |
| 5  | The Last of the Sky Pirates  | 2002              | Последний воздушный пират  | 2004              |
| -  | Edge Chronicles Maps         | 2002              | Карты Края                 | -                 |
| 6  | Vox                          | 2003              | Академик Вокс              | 2005              |
| 7  | Freeglader                   | 2004              | Вольная Пустошь            | 2006              |
| 8  | Winter Knights               | 2005              | Зимние рыцари              | 2006              |
| -  | The Stone Pilot              | 2006              | Каменный Пилот             | -                 |
| 9  | Clash of the Sky Galleons    | 2006              | Схватка небесных галеонов  | -                 |
| -  | The Lost Barkscrolls         | 2007              | Утерянные свитки           | -                 |
| 10 | Immortals                    | 2008              | Бессмертные                | -                 |
| -  | The Sky Chart                | 2014              | Небесная Карта             | -                 |
| 11 | The Nameless One             | 2014              | Безымянный                 | -                 |
| 12 | Doombringer                  | 2015              | Вестник Рока               | -                 |
| 13 | The Descenders               | 2019              | Спускальщики               | -                 |

#### За Тёмными лесами
Герой книги Прутик, брошенный при рождении в Дремучих Лесах, был усыновлен лесными троллями. Чувствуя себя изгоем среди чужого племени, он совершает немыслимый для жителя Лесов поступок — сходит с тропы. И с этого момента погружается в водоворот опасных событий и головокружительных приключений. На каждом шагу его подстерегают страшные и уморительно смешные существа: душегубцы, сиропные гоблины, злыднетрог и другие обитатели этого мира, самый страшный и загадочный из которых — Хрумхрымс. О да, этот оборотень, способный принять любой облик, может прийти вам на помощь… если захочет. Но захочет ли? А главное — что он потребует за ваше спасение? И зачем ему, воплощению Зла, которое питается страхом, болью, несчастьем, помогать кому-либо? Но несмотря ни на что Прутик продолжает путь. Его цель — узнать своё прошлое и понять собственное предназначение.

#### Громобой
С момента прихода к власти Вилникса Подлиниуса — нового Верховного Академика Санктафракса для Края наступают тяжелые времена. Река Края загрязнена, драгоценный пылефракс — бурая субстанция, способная очищать воду — стала на вес золота… А самое главное — Санктафракс на грани гибели! Летающий город ученых — небоведов вот-вот оборвет свои Цепи и улетит в Открытое Небо… Так и может случиться, ведь летающая скала, на которой построен город, растет… Только грозофракс — драгоценный… бесценный кристалл, который зарождается в сердце бури, способен спасти Санктафракс. Но как добыть его? В тяжелые времена воздушные пираты всегда приходили на помощь городу ученых. И когда Санктафракс оказался на грани гибели, самый молодой и отчаянный капитан «Громобоя», Облачный Волк, и его сын — Прутик, отправляются преследовать Великую Бурю, чтобы добыть грозофракс и спасти жителей города. Только цена за спасение может оказаться слишком высокой… Сумеют ли они выполнить великую миссию? Ведь им предстоит сразиться не только с безумной стихией Великой Бури, но и с подлостью, завистью, корыстолюбием, безумием… И многим, что таится в человеческом (да и не только в человеческом) сердце…

#### Полночь над Санктафраксом
Край гибнет! Пересыхают ручьи, реки… Даже великая Краевая Река все тише несет свои воды… Всему виной иссыхание Риверрайза — тайного места в самой глубине Темнолесья, на самом высоком пике. Риверрайз почти пересох… Он ждет… ждет возвращения Матери Штормов, которая уже возвращалась не раз, наполняя силой, водой и жизнью весь Край… Мать Штормов уже зарождается вдалеке от Края, набирает силы… Это будет страшный шторм, сметающий все на своем пути. Однако сейчас на её пути стоит непреодолимая преграда — летающий город ученых Санктафракс. Столкнувшись с ним, Мать Штормов истратит все силы, чтобы уничтожить Санктафракс, но и сама выдохнется, не донеся свои воды до Риверрайза… Спасти весь край можно только отвязав Якорную Цепь, которая держит на привязи летающий город. Единственный, кому известно, что Санктафракс доживает последние дни, — молодой капитан воздушных пиратов Прутик, Спаситель Санктафракса, побывавший далеко за Краем, там, где зарождается Мать Штормов. Но удача отвернулась и от Прутика — его корабль терпит крушение в буре, члены экипажа разбросаны по всему Краю, а сам капитан охвачен отчаянием, ведь он потерял память, побывав в Гибельном шторме. И поэтому великолепный город ученых, как и весь Край, брошен на произвол судьбы. Мать Штормов прибудет, когда над Риверрайзом засияет утро, а над Санктафраксом будет полночь…

#### Каменный Пилот
Книга посвящена юности Моджин — каменному пилоту на корабле «Громобой». Как мы знаем из «Громобоя», Моджин — злыднетрог, которая так и не выросла: за день до совершеннолетия её схватили работорговцы. Но мы, оказывается, не знаем о том, что они не просто плохо с ней обращались — они собирались её продать некоему учёному, собиравшемуся ставить на бедной девочке опыты, которые могли бы закончиться для неё весьма и весьма плачевно, если бы не вмешательство молодого Квинта Верджиникса. Собственно, об этом — а также о том, как судьба заставила злыднетрожку помотаться по Краю и выбрать для себя профессию каменного пилота, эта повесть и рассказывает.

### Сага о Квинте
- «Облачный Волк» (2001)
- «Древний странник» (2002)
- «Зимние рыцари» (2005)
- «Стычка небесных галеонов» (7 сентября 2006)

#### Древний Странник
Верховному Академику Санктафракса срочно потребовался помощник для выполнения очень важного и очень секретного задания. Он решил, что для этого как нельзя лучше подойдет Квинт, сын его старого друга — Шакала Ветров. К сожалению, Линиус Паллитакс слишком поздно понял, что эта затея может стоить жизни его дочери Марис и Квинту. Его открытие — находка Древней Лаборатории Небоведов, привела к тому, что пытаясь повторить их опыты, он создал… не кого иного, как Хрумхрымса! Хрухрымс, темнолесник, Древний Странник, проклятие Края… Что будет, если, а скорее, когда он вырвется на свободу, куда его выпустит добрый, но наивный Квинт?..

#### Зимние рыцари
Тайна Древнего Странника раскрыта, но никто и не подозревает, чем это грозит всему Краю! Квинт — сын знаменитого воздушного пирата — поступил в Рыцарскую Академию в трудные времена. Лютые морозы промораживают насквозь летучую скалу, и недалек тот день, когда она сорвется с Якорной Цепи и город ученых будет разрушен. Один за другим улетают за спасительным грозофраксом Наследные Рыцари, но их всех ждет гибель в заснеженных просторах Края. Скоро, очень скоро наступит очередь Квинта и его друзей… Больше всего на свете юные Рыцари мечтают спасти Край, именно поэтому, нарушая устав и законы Академии, они самовольно отправляются в поход, из которого должны вернуться только победителями.

#### Стычка небесных галеонов
Квинт Верджиникс, рыцарь-академик, был вынужден отвлечься от своей учебы в великом парящем городе Санктафракс. Коварный квартирмейстер и поджигатель, Камбала Смил, вернулся — и отец Квинта, Шакал Ветров маниакально жаждет мести. От верфей воздушных кораблей в Нижнем городе до пустынных карьеров Краевой скалы, от кровавых опушек дубов-кровососов до ужасных покинутых мест кораблекрушений, Квинт и Марис, и команда «Укротителя Вихрей» начинают преследование — преследование, которое неизбежно приведет к битве воздушных галеонов.

### Сага о Плуте Кородёре
- «Последний воздушный пират» (2002)
- «Академик Вокс» (2003)
- «Вольная Пустошь» (2004)

#### Последний воздушный пират
Славные времена воздушных пиратов остались в прошлом, и легенды о них хранятся только в пыльных библиотечных свитках. Да и сам Санктафракс стал другим. Каменная болезнь разрушила основание города, а ученые, устав от бесконечных споров, так и не нашли средства от этой напасти. Власть захватили Стражи Ночи и всем кажется, что Край обречен. Всем, но не младшему помощнику библиотекаря. Удача улыбнулась Плуту Кородеру, и в далекой Озерной Академии у него есть шанс вернуть былую славу Санктафракса. А то, что он всего лишь безродный найденыш, еще ничего не значит. Знаменитый капитан Прутик сказал бы то же самое!

#### Академик Вокс
Страшная засуха и каменная болезнь иссушили земли края, превратили Каменные сады в пустошь, погубили все летучие корабли. Нижним городом правят молотоголовые гоблины, шрайки захватили Дорогу через Великую Топь, Стражи Ночи — Ночную Башню, а Библиотечные ученые вынуждены скрываться в канализации. Жители Нижнего Города предчувствуют приближение катастрофы, одного Верховного Академика Вокса это не пугает. Всеми забытый, обманутый прежними союзниками — шрайками, стражами, гоблинами, бывший правитель, Верховный Академик Санктафракса строит хитроумные злокозненные планы, и важная роль в них отводится Плуту Кородеру, Библиотечному Рыцарю. Плут не подозревает, что именно ему предстоит столкнуть между собой огромные армии Титагга, главаря гоблинов и предводительницы Шраек, а пока ему предстоит выдержать немало испытаний, опасных и неожиданных: рабство у Гестеры Кривошип, отвратительная роль предателя, которую ему предстоит очень убедительно сыграть, бег наперегонки со временем, чтобы попытаться спасти Нижний Город и его жителей. Но Академик Вокс зря надеется на успех. Его ожидает последнее, самое неожиданное предательство и… гибель от его собственной рукотворной бури. Чёрной бури!

#### Вольная Пустошь
Нижний Город не устоял перед разрушительной бурей, и все горожане спешно готовятся к переселению в Вольную Пустошь. Плут Кородер, молодой библиотечный рыцарь как никто, знает, сколько опасностей будет подстерегать их на пути. Враги повсюду! Мстительные шрайки, дикие головоноги, кровожадные гоблины… Смогут ли Плут и его друзья дать отпор противникам и вернуть в Край мир и свободу?

#### Кэрис
Третья повесть — ,,Поход Душегубки" — история о Керис, дочке капитана Прутика и матери Плута, и её путешествии по Дремучим Лесам.

### Путеводитель
- «Карты Края» (2002)

Это издание включает в себя одну большую карту Края времен Первой Эры Воздухоплавания с описанием народов, религий, культур, и несколько маленьких (Карта Второй Эры Воздухоплавания и Цветная Первой Эры).

### Бессмертные
- The Immortals («Бессмертные») (вышла в США и Канаде 14 сентября 2010 года)

Десятая книга про Воздушных Пиратов. Прошло 500 лет с момента событий в ,,Вольной Пустоши". Наступила Третья Эра Воздухоплавания. В воздух поднялись могучие воздушные корабли из металла. В Крае выросли новые города. А далеко на восточной окраине Дремучих Лесов живет и работает на шахтах молодой фонарщик по имени Нат Квартер (кстати потомок семьи Верджиниксов). Он отправляется в эпическое путешествие по Краю, которое включает в себя испытания, битвы, революции и заключительное сражение с Хрумхрымсом.

## Край
Край (англ. the Edge) — мир, придуманный Полом Стюартом и Крисом Ридделом. В нём происходит основное действие серии «Воздушные пираты»

### Народы Края
Основное население Края — это люди. Среди них встречаются Воздушные пираты, Библиотекари, Стражи Ночи и Духи Тайнограда.
Среди других народов Края — Тролли, Троги и Гоблины, последние делятся на несколько разновидностей. Плоскоголовые гоблины, или плоскоглавы — самые известные бойцы. С помощью них небоведы из Санктафракса изгнали с Летучей скалы землеведов. С тех пор они составляли Стражу Сокровищницы, которая охраняет сундук с грозофраксом. Молотоголовые гоблины — одно из воинственных гоблиновых племен. Вели кочевой образ жизни и поздно поселились в постоянных деревнях в Гоблиновом Гнезде. Отличаются очень крепким телосложением. Существуют также Гоблины-утконосы, Крохгоблины и Гоблины-сиропщики, до безумия обожающие сироп. Их Предводительницы-великанши — Бабки-Сладкоежки Первая и Вторая.
Эльфы из «Воздушных пиратов» похожи на Йоду из «Звёздных войн». Существуют такие их разновидности, как Эльфы-дубовички (древесные) и Вэйфы — хрупкие маленькие создания с большими ушами. Первоначально они живут в Стране вэйфов в Дремучих лесах, но некоторые — слыша о Нижнем городе — уходят оттуда. Ушами вэйфы слышат не только слова, но и мысли. Вэйфы, встречающиеся в «Воздушных пиратах»: Форфикюль, Лесорыб, Партифуль, Амберфус.
В книгах также упоминаются гномы, черные и красные карлики. Про карликов ничего не известно. Они упоминаются только в «Громобое», когда Прутик впервые пришёл в таверну «Дуб-кровосос».
Особенно примечательны шрайки — разумные нелетающие птицы, самые страшные разумные твари Дремучих Лесов. Они были выше людей, умели говорить и слыли своей воинственностью и жестокостью. Шрайки невосприимчивы к чарам Сумеречного Леса, потому что у них есть второе веко. Глаза — желтые и свирепый взгляд. Власть у шраек — матриархат. Самки выше человеческого роста, ужасные бойцы, держали в лапах работорговлю Дремучих Лесов. Самцы — мелкие и затравленные, находятся на положении рабов.

### История Края
В серии детских книг под общим названием «Воздушные пираты» отсчёт времени в Крае ведётся от Прилёта Матери Штормов. В Крае им не пользуются, его придумали поклонники «Воздушных пиратов». Здесь даты обозначаются «до ПМШ» (то есть до Прилёта Матери Штормов) и «от ПМШ» (следственно, от Прилёта Матери Штормов)
ПМШ — Прилет Матери Штормов.
- 40 — 28 гг. до ПМШ — Открытие Древней Лаборатории Линиусом Паллитаксом и создание Хрумхрымса.
- 28 г. до ПМШ — гибель Дворца Теней
- 27 г. до ПМШ — Великая Зима. Скридиус Толлиникс отправляется за грозофраксом
- 15 г. до ПМШ — рождение Прутика
- 20 г. до ПМШ — случайное открытие пылефракса Вилниксом Подлиниусом и переворот власти в Санктафраксе. Квинт покидает Санктафракс вместе с Марис.
- 2 г. до ПМШ  — Прутик находит отца
- 1 г. до ПМШ  — полёт за грозофраксом и крушение «Громобоя». Свержение Вилникса Подлиниуса. Профессор Темноты становится новым Верховным Академиком Санктафракса. Корабль Прутика — «Танцующий-на-Краю» — взрывается в Открытом Небе. Прутик и его спутники разбросаны по Краю. Прутик делает Каулквейпа своим подмастерьем.
- 0 — Прилет Матери Штормов. Санктафракс улетает в Открытое Небо.
- 1 г. от ПМШ — Каулквейп Пентефраксис становится Верховным Академиком. Рождение Нового Санктафракса.
- 16 г. от ПМШ — Капитан Прутик прибывает в Вольную пустошь и узнаёт о приходе в край каменной болезни, и отправляется скитаться по краю дальше.
- 50 г. от ПМШ — Плут Кородёр,Стоб Ламмус и Магда Берликс отправляются на Вольную Пустошь.
- 53 г. от ПМШ — Чёрный шторм, разрушение Нового Санктафракса, уничтожение Нижнего города.

Хронология в книгах:
- 28 г. до ПМШ — «Древний Странник»
- 27 г. до ПМШ — «Зимние рыцари»
- 27 г. до ПМШ — «Схватка небесных галеонов»
- 2 г. до ПМШ — «За Тёмными лесами»
- 1 г. до ПМШ — «Громобой»
- 1 г. до ПМШ — 0 — 1 г. от ПМШ — «Полночь над Санктафраксом»
- 50 — 52 гг. от ПМШ — «Последний воздушный пират»
- 53 г. от ПМШ — «Академик Вокс»
- 53 г. от ПМШ — «Вольная Пустошь»

### Языки Края
- Общий Краевой язык
- Толстолапий язык
  - Это язык используется жителями Дремучих Лесов — толстолапами. Предложения этого языка чаще всего начинаются с буквы «в». «Вух» — самое распространённое в нём слово, часто обозначающее утвердительный ответ.
- Древнетрогский язык
- Древний язык первых академиков

### География Края
- Дремучие Леса
- Сумеречный Лес
- Топи
- Санктафракс
- Нижний город
- Каменные Сады
- Вольная Пустошь (англ. Free Glades) — поселение Дремучих Лесов. На нём находится Озёрная Академия. В Озёрной Академии учатся Библиотечные Рыцари. Правит Озёрным островом Верховный Правитель Озёрного острова. Во времена Плута Кородёра им был гоблин-утконос Парсиммон.

## Критика
«„Воздушные пираты“ — книги для тех, кто уже прочел „Гарри Поттера“ и ищет следующий, не менее интересный мир.» («Publishers Weekly»)
«Книги написаны в лучших традициях Толкина, а сны, которые переходят в явь или наоборот напоминают нам Льюиса Кэрролла… В общем, если не хотите прослыть маглами, пора открывать для себя новую серию.» («Русский журнал»)

## Экранизация
Фильмы о «Воздушных пиратах» будут сняты лондонской киностудией «Джигсау Филмс».